# Ottilie Schellander
Ottilie Maria Schellander, geborene Zanella, auch Schwester Otti genannt (* 30. Oktober 1897 in St. Veit an der Glan; † 7. Juni 1967 in Klagenfurt) war eine österreichische Oberpflegerin in der Siechen- und Irrenanstalt des Kärntner Landeskrankenhauses in Klagenfurt und Euthanasiebeteiligte.

## Leben
Schellander war verheiratet, römisch-katholisch und Mitglied bei der Nationalsozialistischen Volkswohlfahrt. Sie hatte einen unglückseligen biographischen Hintergrund: Ihr Vater beging Suizid, ihr Bruder wurde durch ein traumatisierendes Erlebnis im Ersten Weltkrieg zum schweren Alkoholiker und kam in die Psychiatrie. Dort wurde er im Rahmen der Aktion T4 in die NS-Tötungsanstalt Hartheim deportiert und vergast, obwohl Kriegsteilnehmer von dieser Aktion ausgenommen waren. Seit dem 24. März 1925 war sie als diplomierte Krankenpflegerin im Landeskrankenhaus Klagenfurt tätig. Im Oktober 1939 wurde sie zeitgleich mit Antonie Pachner in den Hintertrakt des Siechenhauses versetzt, wo sie sich aus eigenen Stücken an der Tötung einer großen Zahl von Patienten beteiligte. 

„Ich tat nur meinen Dienst.“

## Beteiligung an der Euthanasie
In der Klagenfurter „Gau Heil- und Pflegeanstalt für Geisteskranke“ sowie dem „Gausiechenhaus“ wurde ab 1939 Euthanasie in großem Stil betrieben. Zuerst wurde ab 1939 im „Gausiechenhaus“ aktive Sterbehilfe an Sterbenden und Schwerstkranken vorgenommen. Von 1940 und 1941 erfolgte in vier Transporten die Ablieferung von etwa 750 Patienten in die NS-Tötungsanstalt Hartheim; darunter befanden sich auch Kinder. Zwischen 1942 und 1945 fanden regelmäßig Krankenmorde im Gaukrankenhaus statt (sog. „wilde Euthanasie“). 
Der Primararzt der Psychiatrie, Franz Niedermoser, hat in der ersten Zeit die Patienten noch in den Räumen der Psychiatrie mit Injektionen töten lassen. Da diese Todesfälle unter den verbliebenen Patienten zu merklicher Beunruhigung führten, ging der Primararzt dazu über, zuerst einzelne Fälle, später ganze Gruppen in das am äußersten Rand des Krankenhausgeländes gelegene Hinterhaus des „Siechenhauses“ zu überstellen. Dort im „Hinterhaus“ konnten die Kranken wesentlich unauffälliger getötet werden. Außerdem fand der Primararzt in der Siechenhausleiterin Oberschwester Antonie Pachner und der Oberpflegerin Ottilie Schellander besonders willige Mitarbeiterinnen. Sie gab vor der Kriminalpolizei 1945 zu Protokoll: „Wenn ich gefragt werde, wie viele Tötungen ich insgesamt […] durchgeführt habe, so erkläre ich, daß ich dies zu sagen nicht in der Lage bin. Es waren viele Tötungen.“ Nach eindringlicher Befragung durch die Polizei riskierte die Serienmörderin jedoch eine Schätzung und vermutete, im Siechenhaus habe die Zahl der im „Hinterhaus“ ermordeten psychiatrischen und auch geriatrischen Patienten „in den Jahren 1941 bis 1945 durchschnittlich drei bis vier Pfleglinge“ pro Woche betragen. 

## Gerichtliche Aufarbeitung nach 1945
Schellander hat nach dem über sie verhängten Gerichtsurteil zwischen 1942 und April 1945 mindestens 200 Patienten vorsätzlich getötet.
Andere Patienten wurden von ihr derart misshandelt, dass daraus deren Tod erfolgte. Im Frühherbst 1944 hat sie beispielsweise einen Patienten, der noch lebend von der Leichenkammer zurückgebracht worden war, durch eine Morphiuminjektion vorsätzlich getötet. In anderen Fällen hatte sie Tötungen durch Verabreichung des Schlafmittel Somnifen durchgeführt bzw. andere Pflegerinnen mit der Tötung von Patienten beauftragt.
Das Strafverfahren gegen Schellander fand vom 20. März bis 3. April 1946 in Klagenfurt vor einem Außensenat des Volksgerichts Graz statt. Am 4. April 1946 wurde gegen sie das Todesurteil mit Vermögensverfall ausgesprochen. Dieses wurde allerdings am 19. Oktober 1946 mittels Begnadigung durch den Bundespräsidenten in 20 Jahre schwere Kerkerstrafe umgewandelt. Am 1. April 1955 wurde Schellander bedingt aus der Haft entlassen. Danach verliert sich ihre Spur.